# 近藤祐司
近藤 祐司（こんどう ゆうじ、本名: 近藤 真人〈こんどう まさと〉、1974年1月21日 - ）は、スポーツキャスター、スポーツ解説者、アンカーマン。京都府出身。立命館大学経済学部卒業。現在、株式会社UGK Sports&Communications 代表。

## 来歴
京都府京都市出身。祖父は城北埼玉中学・高等学校創立者、近藤薫明。父は日本航空に勤務し、非常に厳格な家庭に生まれる。幼少期から小学生までの間は、父の仕事の関係で各地を転々とする。
子供時代を過ごしたアメリカ合衆国・サンディエゴでアメリカンフットボールに出会った。ただ、2023年のインタビューでは、アメフトとの出会いを「グアム時代にテレビで見たArmy-Navy Game（陸軍士官学校と海軍兵学校のカレッジフットボール戦）」だとしている。その後中学時代は京都府で過ごし、京都紫光サッカークラブのジュニアユースで松原浩樹とツートップを組んでいた。その一方でアメフトチームの練習にも参加していたが、高校受験で「アメフト部のある学校」を目指したものの失敗してしまう。やむを得ず京都府立鴨沂高等学校に進学するが、アメフトの夢は捨てがたく、両親に頼み込んでサンディエゴの高校に留学した。アメリカの大学からも誘いはあったものの、郷愁の念も強くなったため、高校卒業後は日本に帰国。
立命館大学時代にはアメリカンフットボール・立命館大学パンサーズのディフェンスバックとして活躍し、アメリカンフットボール日本代表にも選出された（当時の登録名は本名の「真人」）。法政大学トマホークスを破って、学生日本一に輝いた1994年の甲子園ボウルでは、最優秀守備賞を受賞するなどしてチームの勝利に貢献。また、ビッグプレイの後に敬礼をするパフォーマンスでも有名で、日本のアメフト界にエンターテイメント性を取り入れた第一人者でもある。
立命館大学卒業後は、母校のコーチに就任。また、NFLヨーロッパにも挑戦した。日本ではXリーグ・アサヒ飲料チャレンジャーズでプレー。
引退後はスポーツ専門アンカーマン・キャスターに転身し、GAORAでNFLとプロ野球（2015年から2022年まで北海道日本ハム一軍の主催試合）、J SPORTSでMLBの実況を担当している。また、2016年以降はGAORAがNFLの放送を行わなくなったこともあり、G+でNFL中継を担当することになった。
2016年からはBS12 プロ野球中継の副音声で日ハムのビジターゲームを実況しており、北海道日本ハム一軍の主催試合を担当していた頃はチームと同様に札幌での連戦終了後、翌日に敵地へ移動することもしばしばあった。
2020年は新型コロナウイルスの感染拡大に伴って自身が実況担当予定だったスポーツ中継がことごとく中止になったことから、2020年3月18日から自身のYouTubeチャンネル「Ugk Tube!」を立ち上げ、アメリカのスポーツに関する話題の発信も行っている。
2022年をもってGAORAから離れることとなり、2023年はBS12 プロ野球中継で放送の千葉ロッテマリーンズ主催試合の実況を数試合務める他、2023年6月1日には同番組で放送の日本ハム対ヤクルト戦でも実況を務めた（解説：黒羽根利規。ヤクルト応援副音声：解説：上田剛史、ゲスト：パトリック・ユウ、実況：田中大貴）。
2024年からはスポーツライブ+の中継を担当することが同年2月に発表され、主に福岡ソフトバンクホークス主催試合の実況を務めることになった。

## 人物
後述の独特な実況スタイルから、「ゴーンヌおじさん」というニックネームで、野球ファンからは親しまれている。2021年5月にはGAORAが、近藤のこの決め台詞を題材としたiOSアプリ「IT’S GONE アプリ」を発売したほど。ちなみに近藤本人は、自分のことを「ugk」と表すことが多く、YouTubeのチャンネル名やTwitterのIDに使用している。
ベリーという名前のミニチュア・シュナウザーを飼っており、「Ugk Tube!」内にも登場している。
スポーツナビが行った「ファンが選ぶ！好きな実況＆解説者ランキング」で、野球実況アナ部門で1位を獲得した。
野球以外にも、アメリカンフットボールの解説者としてよみうりテレビの中継を主に登場した経験がある。

## 実況スタイル
英検1級の堪能な英語力を生かして、実況中に現地コメンタリーやインタビューの同時通訳やドキュメンタリー映像の翻訳を行うこともある。
フットボールの実況においては、トライフォーポイントやフィールドゴール成功時の「It's good!」が決めゼリフとなっている。
プロ野球では「○○ピッチ」「ピッチャーズ（ヒッティング）カウント」（カウント）「○ランショット」（本塁打）「ワンツースリー」（三者凡退）「ヒット・バイ・ピッチ」（デッドボール）「バックトゥバック」（打席連続）などのアメリカンスタイルを取り入れた用語を使い、「アメリカでは同一カード3連勝（3タテ）の事をsweep（掃く）と言います」と自ら説明も交える。本塁打を放った時には「It's gone!!」「It is gone!!」（以上、ホームの選手が本塁打を放った場合）「Good bye!!」（相手チームが本塁打を放った場合）と叫ぶ場合がある。「It's gone!!」は「イッツ・ゴーンヌ」と聞こえることもあってインパクトが強く、パ・リーグTVがこれをまとめた動画が公開されたこともあった。
ホームラン時の「It's gone!!」が「イッツ・ゴーンヌ」と聞こえる現象には理由があり、鼻に抜ける「ヌッ」の音を小さく付け加えるのはアナウンサーとしてのこだわりで、語尾が流れないようにするために用いており、ピリオドの役割を果たしている。

## 実績

### テレビ・ラジオ関係
- NFL実況中継(GAORA) 2000年～2015年、(G+) 2016年～
- MLB実況中継(J SPORTS) 2004年～
- NBA実況中継(WOWOW) 2010年～
- GAORAプロ野球中継（前述したように主に北海道日本ハムファイターズ主催試合） 2015年～2022年
- BS12 プロ野球中継 2016年〜
  - 2016年〜：日本ハムのビジターゲームの副音声実況を担当。
  - 2020年〜2022年：GAORAと同内容で放送した主催試合の主音声実況も担当。
  - 2023年〜：日本ハムとロッテの主催試合の主音声実況を担当（BS12独自制作分）。
- NHK BS1 エアロビック世界選手権 2015年～
- NHK BS1 エアロビック 日本選手権 2015年～
- NCAA実況(J SPORTS) 2005年～2014年
- バスケットボール世界選手権実況中継(SKY PerfecTV) 2006年
- SPORTS GROOVE!!パーソナリティ(JFN) 2009年～2011年
- ランジェリー・フットボール・リーグ 実況(WOWOW)
- ひかりTV4K グローバルベースボールマッチ2015 侍ジャパンvs欧州代表 東京ドーム（英語司会）
- NFLスーパーボウル実況生中継(J-WAVE) 2015年
- Fリーグ10周年記念 オールスターゲーム(J SPORTS) 2016年
- AbemaTV 横浜DeNA主催ゲーム（2017年7月20日、21日[18]）
- bjリーグ（GAORA）
- HAWKSプロ野球中継(スポーツライブ+)　2024年～

### 司会・MC関係
- FISフリースタイルスキーワールドカップ　2013福島　MC 2013年
- NPBオールスターゲーム　総合司会 2010年
- IAAF世界陸上競技選手権　大阪大会　スタジアムMC TBS 2007年
- ライスボウル スタジアム実況 日本アメリカンフットボール協会 2004年～
- FOX SPORTS ジャパン「BASEBALL CENTER」（「プレゲームショー」、「ポストゲームショー」のパート。2014年～　FOXスポーツ&エンターテイメント　＜メインMC　主に日曜日の試合担当＞）
- WBSCプレミア12第1回WBSC プレミア12　大会MC 2015年
- アルティメット・ビーストマスター（2017年2月24日、Netflixオリジナルシリーズ シーズン1）[19]

### 執筆関係
- コラム　近藤祐司のアラウンド・ザ・フットボール NFL JAPAN
- コラム　アメリカンフットボールマガジン ベースボールマガジン コラム
- コラム　試合に出る英単語　Number 2020年9月～